# Vaisseau (automate cellulaire)
Pour les articles homonymes, voir vaisseau.

Le planeur (″the ants") : le plus petit vaisseau du Jeu de la vie

Dans un automate cellulaire, un motif fini est nommé vaisseau, ou navire, s'il réapparait au bout d'un certain nombre de générations dans une position différente. Un vaisseau ressemble à un puffeur, à ceci près que contrairement à ce dernier, un vaisseau n'émet par définition pas de débris. Aussi, on peut transformer un puffeur en vaisseau en arrivant à détruire ses débris comme pour l'écologiste.
Le concept de vaisseau a été introduit par John Horton Conway pour le Jeu de la vie — sous le nom anglais de spaceship, vaisseau spatial. Bien que cette notion s'applique a priori à n'importe quel automate cellulaire, elle a été surtout étudiée dans le Jeu de la vie, qui en a sans doute produit les spécimens les plus spectaculaires et les plus nombreux.

## Catégories
On peut classer les  vaisseaux dans 3 catégories:

### Les vaisseaux orthogonaux
On parle de vaisseau orthogonal pour décrire les  vaisseaux se déplaçant vers l'un des 4 points cardinaux. Le LWSS fait partie de cette catégorie. Ce sont les plus répandus en variété.

### Les vaisseaux diagonaux
On parle de vaisseau diagonal pour décrire les vaisseaux se déplaçant selon une diagonale. Le planeur fait partie de cette catégorie. Beaucoup peuvent être considérés comme des "tagalongs" (voir plus bas) du planeur. Ce sont les premiers à avoir été trouvés.

### Les vaisseaux obliques
On parle de vaisseau oblique, ou vaisseau-cavalier (knightship en anglais) pour décrire les vaisseaux ne se déplaçant ni orthogonalement, ni diagonalement. Seuls deux vaisseaux de ce type sont connus: gemini et un dérivé de celui-ci.

## Vitesse
En premier lieu, le nombre minimum de générations nécessaires à la réplication du motif en un autre endroit est nommé la période du vaisseau.
Pour un automate cellulaire, il existe une vitesse maximale à laquelle un effet peut se propager et qui dépend des règles utilisées (par exemple, pour le Jeu de la vie qui ne prend en compte pour la génération suivante d'une cellule que celles qui lui sont strictement adjacentes, cette vitesse maximale est d'une cellule par génération). Historiquement, Conway a nommé cette vitesse la « vitesse de la lumière », et l'a notée c — par analogie à la vitesse de la lumière du monde physique, théoriquement indépassable.
Pour un automate cellulaire à deux dimensions, si un vaisseau se déplace de {\displaystyle A} cases horizontalement et de {\displaystyle B} cases verticalement sur {\displaystyle N} générations (on peut d'ailleurs montrer que {\displaystyle N\geq 2(A+B)}), on définit sa vitesse comme égale à {\displaystyle c\cdot {\frac {max(A,B)}{N}}}. Par exemple, une vitesse de {\displaystyle {\frac {c}{4}}} signifie que le vaisseau se déplace d'une cellule (horizontalement, verticalement, ou les deux en même temps) toutes les quatre générations. C'est par exemple le  cas du planeur.

## Exemples
Dès les débuts du Jeu de la vie en 1970, quatre vaisseaux furent découverts car ils apparaissent relativement spontanément dans beaucoup de configurations :
| Image | Image          | Nom                                         | Vitesse                        | Commentaire | année de découverte |
| fixe  | en déplacement | Nom                                         | Vitesse                        | Commentaire | année de découverte |
| ----- | -------------- | ------------------------------------------- | ------------------------------ | --- | ------------------- |
|       |                | Le planeur appelé "The Ants"par John Conway | {\displaystyle {\frac {c}{4}}} | C'est le plus petit vaisseau du jeu de la vie : cinq cellules contenues dans un carré de trois cellules sur trois. Il se déplace d'une case en diagonale toutes les quatre générations, pour une vitesse de C/4. | 1970                |
|       |                | LWSS                                        | {\displaystyle {\frac {c}{2}}} | Trois autres vaisseaux se déplacent horizontalement (ou verticalement) de deux cases toutes les quatre générations, pour une vitesse de C/2. Ils portent en anglais le nom de Light, Medium et Heavy Weight Spaceships (littéralement « vaisseaux de poids léger, moyen et lourd »), généralement abrégés en LWSS, MWSS et HWSS. | 1970                |
|       |                | Le HWSS                                     | {\displaystyle {\frac {c}{2}}} | Le HWSS est le plus gros vaisseau de la famille du LWSS. | 1970                |

Depuis, de nombreux autres vaisseaux furent découverts, se déplaçant éventuellement à des vitesses différentes.

## Structures associées

### Réflecteurs
Un motif qui, lorsqu'il est atteint par un vaisseau, produit une copie de ce vaisseau se déplaçant dans une direction différente est appelée un réflecteur.

### Tagalongsetpushalongs
Un tagalong (terme anglais signifiant à peu-près « suiveur ») est un motif qui n'est pas un vaisseau par lui-même, mais qui peut être attaché derrière un vaisseau pour en former un plus grand. Souvent, plusieurs tagalongs peuvent être attachés successivement, pouvant même rattacher plusieurs vaisseaux distincts.
Apparenté au tagalong, le pushalong (terme anglais qui signifie à peu près pousseur) est un motif qui n'est pas un vaisseau par lui-même, mais qui peut être attaché devant un vaisseau pour en former un plus grand.

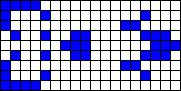
Un exemple de tagalong trouvé par Paul Schick en 1972. Notez qu'il est attaché à deux LWSS.
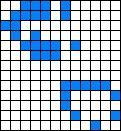
Un exemple de pushalong avec un MWSS. Il a été trouvé par David Bell en 1992.

#### OWSSetflottilles
Un OWSS est un vaisseau du type LWSS plus long que le HWSS. Or, le OWSS est trop gros pour exister car l'un de ses sparks (étincelles ou débris en français) est une ligne de 3 ou plus. Ces lignes ne disparaissent pas (ou du moins, pas à temps) et détruisent le OWSS. Il existe cependant un moyen pour stabiliser le OWSS: on peut empêcher ce débris d'exister avec deux vaisseaux plus petits (si ces vaisseaux sont eux-mêmes des OWSS, on peut les stabiliser avec des vaisseaux encore plus petits). Le OWSS devient alors un tagalong et crée un vaisseau en forme de double triangle appelé flottille

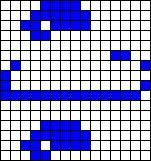
Une flottille où un OWSS (au centre) est escorté par deux HWSS.

## Information
Les vaisseaux peuvent aussi être utilisés pour transmettre de l'information. Par exemple, dans le Jeu de la vie, le planeur peut servir à cette fonction. Il existe des portes logiques pour planeurs.
Dans les trois schémas qui suivent, une flèche est une file de planeurs, un cercle bleu indique que la file arrivant est détruite, un cercle jaune est un canon à planeurs, un cercle vert indique que la file rebondit(et la file arrivant est donc la même que celle sortant) et une étoile rouge indique que les deux files arrivant s'annihilent. Ces images ont été basculées à 45° pour être plus claires.

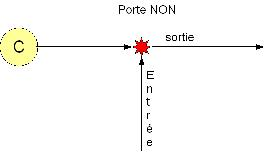
Une porte NON.
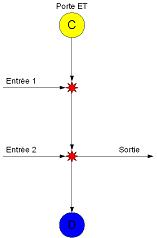
Une porte ET.
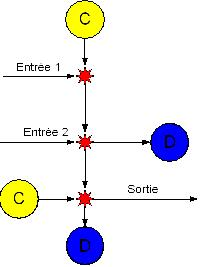
Une porte OU.
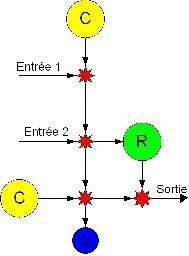
Une porte OU EXCLUSIF (XOR). On peut obtenir une porte ÉGAL en plaçant une porte NON juste après.